# Brunnenbauer

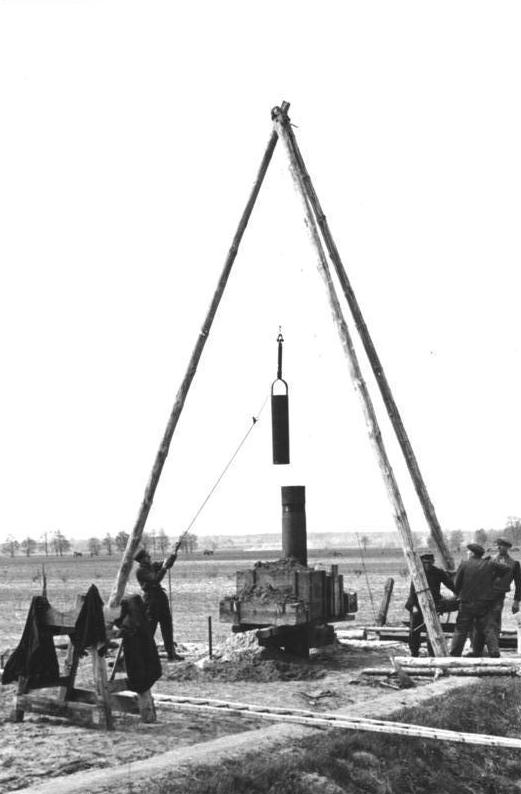
Brunnenbauer bei der Arbeit

Brunnenbauer bauen Anlagen zum Erschließen und Nutzbarmachen des Grundwassers bzw. Brunnen unterschiedlichster Art.

## Aufgaben eines Brunnenbauers
Es werden zunächst einmal Erdbohrungen vorgenommen. Bohrtiefe und Bohrdurchmesser sind dabei unterschiedlich groß.
Es folgt das Errichten der Pumpwerke, welches ein wichtiger Teil ihrer Arbeit ist. Später kommen noch unterschiedlich viele Rohrleitungen hinzu, die verlegt werden müssen. Am Ende werden eventuell Behälter aufgestellt um z. B. Wasseraufbereitungsanlagen zu installieren.
Die meisten Brunnenbauer haben auch die Aufgabe, Grundwasserabsenkungsanlagen herzustellen. Dies dient der statischen Gründung und Sicherung des Baugrundes bei sämtlichen Bauwerken. Mit Bohrungen für Tiefgründungen (z. B. Pfahlgründung) im Hochbau und Spezialtiefbau, schaffen sie die Voraussetzungen und unterstützen schwierige Gründungsarbeiten im Baubereich für spätere Fundamente u. ä. Diese Bauverfahren dienen auch der Erschließung der Lagerstätten von besonderen Bodenschätzen. Es werden unter anderem auch Vorrichtungen zur Nutzung von Erdwärme installiert. Darunter fallen die sogenannten Wärmebrunnen oder Erdwärmesonden. Brunnenbauer erkunden zudem auch im Rahmen des Umweltschutzes das Grundwasser und sind in der Nähe von Altdeponien und Altstandorten tätig.

## Arbeitsstellen
Beschäftigt sind Brunnenbauer vor allem bei Bauunternehmen für Tief- und Spezialtiefbau, aber auch bei Hochbauunternehmen und im Straßenbau. Die überwiegende Arbeitszeit wird daher witterungsunabhängig im Freien gearbeitet.

## Ausbildung
Brunnenbauer ist dem Berufsfeld „Bautechnik“ zugeordnet.
Es ist eine zweistufige Ausbildung zu absolvieren, die zwei bis drei Jahre dauert. Der Beruf des Brunnenbauers ist ein Ausbildungsberuf, dessen Ausbildung sich nach der Handwerksordnung (HwO) und dem Berufsbildungsgesetz (BBiG) richtet. Der Beruf des Brunnenbauers ist in der Anlage A zur HwO unter Nummer 7 als Gewerbe, die als zulassungspflichtige Handwerke betrieben werden können, aufgeführt.